# Йоганн Даніель Ґерстенберг
Йоганн Даніель Ґерстенберг (нім. Johann Daniel Gerstenberg; 1758—1841) — засновник і власник однієї з перших музично-видавничих фірм в Санкт-Петербурзі.
Народився 26 березня 1758 в місті Гота; освіту здобув на юридичному факультеті Лейпцизького університету.
У 1787—1788 рр. в Лейпцизі були видані композиції Ґерстенберга (3 сонати і 12 пісень). Близько 1790 року оселився в Петербурзі, де відкрив спочатку книжковий магазин, а в 1792 році — музичний.
У 1793 році їздив за кордон щоб зав'язати міцніші торгові стосунки з Європою. У 1794-96 рр. його фірма носила назву «рос. И. Д. Герстенберг и К°», в 1796-99 рр. — «Герстенберг и Дитмар», а в кінці 1799 або початку 1800 перейшла до Дітмара. Ґерстенберг в цей час виїхав з Росії і незабаром відкрив музичну торгівлю в рідному місті.
Ґерстенберг «був першим заповзятливим музичним видавцем в Росії». Він зав'язав зносини навіть з Москвою і приймав замовлення на нотодрукування з провінції (див. його оголошення в «Московських відомостях» 1797 рік). Фірма видала чимало творів Гесслера, Козловського, Хандошкіна, «6 російських пісень» Дубянского та ін .; їй належить і перше російське видання з текстом «Чарівної флейти» Вольфганга Амадея Моцарта.